# Марко Ковачев
Марко Ковачев е български революционер, деец на Вътрешната македоно-одринска революционна организация.

## Биография
Роден е в разложкото село Банско. Влиза във ВМОРО и е сред ръководителите на революционния комитет в Банско. Привърженик е на Яне Сандански.
След освобождението на Банско по време на Балканската война, през октомври 1912 година е избран за помощник-кмет на Банско. В 1914 година става кмет на Банско.
Синът му Георги Ковачев е войвода на ВМРО, а другият му син Никола Ковачев емигрира в Америка и е сред главните дейци на Македоно-американския народен съюз, Южнославянския комитет в Америка и Американо-славянския съюз, а също е отговорен редактор на „Народна воля”.